# پی‌سی تولز
پی‌سی تولز (به انگلیسی: PC Tools) یک شرکت نرم‌افزاری است که دفتر مرکزی آن در استرالیا قرار دارد و همچنین دارای دفاتری در ایالات متحده، بریتانیا، ایرلند و اکراین است. فعالیت این شرکت در زمینه ایجاد و توزیع نرم‌افزارهای امنیتی و بهینه ساز برای سیستم‌عامل‌های مکینتاش و ویندوز است.این شرکت بیش از ۲۰۰ کارمند دارد و در حدود ۱۰۰ جایزه برای محصولاتش دریافت کرده‌است.

## تاریخچه
در سال ۱۹۹۸ سیمون کلوسن با راه‌اندازی وب‌گاه RegEdit.com اولین گام در تأسیس این شرکت را برداشت. این وب‌گاه دربرگیرنده ترفندها و روش‌هایی بود که وی در طی فعالیتش به عنوان متخصص نرم‌افزارها و مدیر سیستم‌ها کسب کرده بود. پس از اینکه وب‌گاه او به سرعت تبدیل به یک مرجع فنی در زمینه رجیستری ویندوز شد در سال ۲۰۰۰ نام این وب‌گاه به WinGuides.com تغییر یافت و موضوعات آن به طیف وسیع تری از مباحث ویندوز گسترش یافت. در سال ۲۰۰۲ و ۲۰۰۳ کلوسن که فعالیتش را بر روی ایجاد و توسعه نرم‌افزارها معطوف کرده بود دو نرم‌افزار به نام‌های تویک منیجر و رجیستری مکانیک را عرضه کرد و در سال ۲۰۰۳ شرکت وین‌گایدز (WinGuides) را ثبت کرد. در سال ۲۰۰۴ نام شرکت به پی‌سی تولز تغییر کرد.
در ۱۸ آگوست ۲۰۰۸ شرکت سیمانتک اعلام کرد موافقت شرکت پی‌سی تولز را برای خرید آن شرکت بدست آورده‌است و نهایتاً با مبلغ ۲۶۲ میلیون دلار شرکت پی‌سی تولز را خریداری کرد. البته شرکت پی‌سی تولز همچنان فعالیت خود را به‌طور جداگانه انجام می‌دهد.

## محصولات
مهمترین محصول این شرکت اسپای‌ویر دکتر (Spyware Doctor) که بیش از ۱۵ میلیون کاربر از آن استفاده می‌کنند. برخی از محصولات شرکت پی‌سی تولز به شرح ذیل می‌باشند: 
- اسپای‌ویر دکتر (نرم‌افزار ضدجاسوس افزار و نابودکننده بدافزارها برای سیستم‌عامل ویندوز)
- رجیستری مکانیک (نرم‌افزاری برای بازسازی و بهینه سازی رجیستری ویندوز)
- ضدویروس پی‌سی تولز (یک برنامه ضدویروس)
- پرای‌ویسی گاردین (نرم‌افزاری برای پاک کردن تاریخچه استفاده از اینترنت و رایانه)
- فایل ریکاور (نرم‌افزاری برای بازگرداندن فایل‌های پاک شده)
- اسپم مونیتور (نرم‌افزار ضدهرزنامه)
- پی‌سی تولز فایروال پلاس (نرم‌افزار دیوارآتش)
- تریت‌فایر (نرم‌افزاری برای مقابله با ویروس‌های ناشناخته)
- پی‌سی تولز اینترنت سکیوریتی (نرم‌افزاری برای محافظت رایانه‌ها در اینترنت)
- ضدویروس آی (نرم‌افزار ضدویروس و ضدجاسوس‌افزار برای سیستم‌عامل مکینتاش)

## دسترسی
وب‌گاه پی سی تولز امکان دسترسی کاربران ایرانی را تا اطلاع ثانوی مسدود نموده است.